# Lycomorphodes griseovariegata
Lycomorphodes griseovariegata är en fjärilsart som beskrevs av Christian Gibeaux 1983. Lycomorphodes griseovariegata ingår i släktet Lycomorphodes och familjen björnspinnare. Inga underarter finns listade i Catalogue of Life.